# ハサンビ・タオフ
ハサンビ・タオフ（Khasanbi Taov 1977年11月5日- ）はロシアのカバルダ・バルカル共和国出身の柔道選手。階級は90kg級。身長185cm。

## 人物
2003年のヨーロッパ選手権90kg級で2位に入った。2004年の
アテネオリンピックでは銅メダルを獲得した。2007年から2年連続してフランス国際で優勝を飾った。しかしながら、北京オリンピックには出場できなかった。

## 主な戦績
- 1999年 - ロシア国際 2位
- 1999年 - ポーランド国際　優勝
- 2001年 - ロシア大統領杯　3位
- 2002年 - ロシア国際　3位
- 2002年 - ドイツ国際　3位
- 2002年 - ロシア大統領杯　優勝
- 2003年 - ロシア国際　2位
- 2003年 - ヨーロッパ選手権　2位
- 2003年 - ロシア大統領杯　2位
- 2004年 - ドイツ国際　3位
- 2004年 - オランダ国際　3位
- 2004年 - ヨーロッパ選手権　3位
- 2004年 - アテネオリンピック　3位
- 2004年 - ロシア大統領杯　2位
- 2005年 - ドイツ国際　3位
- 2005年 - 世界選手権　7位
- 2007年 - フランス国際　優勝
- 2008年 - フランス国際　優勝
- 2008年 - ロシア国際　3位